# أكاديمية الفنون (مصر)
أكاديمية الفنون أنشأت وزارة الثقافة المصرية أكاديمية الفنون في عام1959و هي إحدى مؤسسات التعليم العالى المتخصصة في تدريس الفنون التعبيرية وكان الهدف منها هو النهوض بمستوى الفن والإتجاه بالفنون إتجاها قومياً للمحافظة على التراث العربي وتوثيق الروابط محليا وعالميا، وكانت بداية الأكاديمية متمثلة في معاهد (السينما - الموسيقي - الباليه) ثم تطورت الأكاديمية واتسع مجال رسالتها، فأصبحت تضم الآن تسع معاهد عالية لتخريج الفنانين في تخصصات فنون الأداء التعبيرية.

## تاريخ الأكاديمية
أنشأت الدولة عدداً من المعاهد العالية للفنون كان أولها
معهد الفنون المسرحية عام 1935 وتوالت المعاهد الفنية.
بعد فترة من إنشاء المعاهد تكشفت الحاجة إلى ضرورة وجود هيئة تنظمها جميعا وتنسق فيما بينها وتساعدها على أداء وظيفتها ومباشرة أعمالها.
عام 1969 صدر القانون 78 بإنشاء أكاديمية الفنون إلا أن أحكامه جاءت بالغة الإيجاز ولم تتناول الأمور الهامة المنظمة لنشاط الأكاديمية.
عام 1981 عدل القانون بقانون أخر رقم 158 بإعادة تنظيم الأكاديمية.
عام 1989 صدر القانون رقم 401 بأعمال أحكام اللائحة التنفيذية لقانون الجامعات رقم 49 لسنة 72 على أكاديمية الفنون.
وحددت المادة الأولى للقانون 158 لسنة 1981 اختصاصات وأهداف الأكاديمية بأنها تختص بكل ما يتعلق بتعليم الفنون والبحوث العلمية التي تقوم بها معاهدها في سبيل خدمة المجتمع والارتقاء به حضارياً كما تسهم في رقى الفكر والفن والقيم الإنسانية والاتجاه بالفنون اتجاها قومياً يرعى تراث البلاد وأصالتها.
تتكون الأكاديمية من المعاهد التالية:
1. المعهد العالي للفنون المسرحية.
2. المعهد العالي للموسيقى الكونسرفتوار.
3. المعهد العالي للباليه.
4. المعهد العالي للسينما.
5. المعهد العالي للموسيقى العربية.
6. المعهد العالي للنقد الفني.
7. المعهد العالي للفنون الشعبية.

المعهد العالي لفنون الطفل.
المعهد العالي لترجمات الفنون والآداب والوسائط الفنية.
- تضم الأكاديمية بفرعها بمحافظة الإسكندرية وحده تعليمية للمعهد العالي للموسيقى ( الكونسرفتوار ) ووحده للمعهد العالي للموسيقى العربية ووحده للمعهد العالي للباليه كما تضم مركز اللغات والترجمة ومركزاً لدرسات الفنون الشعبية ومجموعة مراكز بحثية لفنون السينما والباليه والمسرح والموسيقى.
- تضم الأكاديمية أيضا مدارس للتعليم ( ابتدائي – اعدادى –الثانوي – الفني ) لان الدراسة ببعض المعاهد الفنية كان يتطلب بحكم طبيعتها الفنية قبول الطلاب الموهوبين في مرحلة سنية مبكرة لتنمية مداركهم وقدراتهم الفنية ورعايتهم ( لمعرفة نظام القبول بالمدارس يتم الرجوع لموقع أكاديمية الفنون ) .
- انشأت الأكاديمية مؤخراً مجموعة معاهد فنية جديدة ومشروعات في إطار استكمال مشروعها العلمي والتعليم
والفني وهي:
1. وحده إصدارات الفنون.
2. المبنى المركزي لتعليم الفنون.
3. المعهد العالي لفنون الطفل.
4. المعهد العالي لترجمات الفنون والآداب والوسائط الفنية.
5. المعهد العالي لفنون العمارة البيئية.
6. المعهد العالي لفنون ودراسات الترميم.
7. المستشفى الاكاديمى والإسكان الطلابي.
8. البلاتوه السينمائي واستديو الفيديو.
9. معمل التصوير السينمائي.

## فروع الأكاديمية
1. ش جمال الدين الأفغانى - مدينة الفنون بالهرم - محافظة الجيزة - مصر ،
2. ش عبد الخالق ثروت - قصر الأميرة فايقة - الرمل - محافظة الأسكندرية - مصر

## المعاهد التابعة

### المعهد العالي للفنون الشعبية
أنشئ المعهد عام 1981 لتخريج جيل من الفنانين لإعدادهم كخبراء في الفنون الشعبية، بهدف المحافظة على التراث الشعبي وتسجيله، ويضم الأقسام التالية:
- الموسيقي الشعبية
- الرقص الشعبي
- المسرح الشعبي
- الأدب الشعبي
- فنون التشكيل الشعبي
- العادات والتقاليد
- المعتقدات والمعارف الشعبية
- الفولكلور ومناهجه

### المعهد العالي للباليه
أنشئ المعهد عام 1958 وهو أحد المعاهد الفنية العليا التابعة لوزارة الثقافة، الصادر في شأنها قرار رئيس الجمهورية رقم 1439 لسنة 1958. صدر القانون رقم 78 لسنة 1969 وأصبح المعهد أحد مكونات أكاديمية الفنون بموجب هذا القانون، ومن بعده القانون رقم 158 لسنة 1981 الصادر بشأن إعادة تنظيم الأكاديمية.أهداف المعهد هي:
- خلق جيل من الشباب يمارس هذا الفن الرفيع على أسس أكاديمية مدروسة.
- تكوين فرقة باليه مصرية تقوم بعرض الأعمال الفنية الهادفة في فن الباليه.
يتكون المعهد العالي للباليه بأكاديمية الفنون من الأقسام التالية ويشمل كل قسم منها التخصصات المبينة قرينه:
- قسم تصميم وإخراج الباليه: ويضم تخصصي الإخراج والتصميم للباليه والرقص.
- قسم طرق تدريس الباليه: ويضم تخصصات طرق تدريس كل من الباليه الكلاسيكي-الرقص الشعبي العالمي- الرقص المزدوج- الرقص التاريخي- الرقص الحديث.
الدرجات العلمية:
يمنح المعهد العالي للباليه الدرجات العلمية التالية:
- درجة البكالوريوس في فن الباليه في أحد التخصصات المبينة.
- دبلوم الدراسات العليا في أحد التخصصات المبينة.
- درجة الماجستير في فن الباليه في أحد التخصصات المبينة.
- درجة الدكتوراه في الفنون، أو دكتوراه في فلسفة الفنون في أحد التخصصات المبينة.

### المعهد العالي للفنون المسرحية
أنشئ المعهد عام 1944 بهدف إعداد ممثلين ومخرجين وفنانى الديكور المسرحى والنقد المسرحى على مستوى عال من العلم والخبرة
وفي المعهد أقسام متخصصة هي
- قسم التمثيل والإخراج
- قسم الدراما والنقد
- قسم الديكور ( السينوغرافيا )
- قسم التقنيات

ويمنح المعهد الدرجات العلمية الآتية:
درجة البكالوريوس في أحد التخصصات المبينة.
دبلوم الدراسات العليا في أحد التخصصات المبينة.
درجة الماجستير في أحد التخصصات المبينة.
درجة الدكتوراه في الفنون أو دكتوراه في فلسفة الفنون في أحد التخصصات المبينة.

### المعهد العالي للموسيقى العربية
أنشئ المعهد عام 1929 لإعداد موسيقيين على مستوى علمى عال، ويتبع المعهد فرقتان هما:
- فرقة أم كلثوم للموسيقى العربية.
- فرقة الإنشاد الديني

### المعهد العالي للسينما
أنشئ عام 1959 بهدف تخريج دفعات من السينمائيين على قدر عالى من الثقافة السينمائية والعلم للإسهام في رفع مستوى صناعة السينما.
أقسام الدراسة في المعهد:
- الإخراج
- السيناريو
- المونتاج
- هندسة المناظر
- هندسة الصوت
- التصوير
- الرسوم المتحركة
- الإنتاج

### المعهد العالي للموسيقي القومية "الكونسيرفتوار"
أنشئ المعهد عام 1959 بهدف إعداد جيل من الدارسين للموسيقى، يشترك طلبة المعهد الذين يمثلون أوركسترا وكورال الكونسرفتوار في العديد من الحفلات والمهرجانات.
ويضم المعهد سبعة تخصصات هم: التأليف، النظريات، والقيادة، وعلوم الموسيقى، والبيانو، والصولفيج، والوتريات، الهارب، والنفخ، الإيقاع.

### المعهد العالي للنقد الفني
يخرج دفعات من النقاد الفنيين للسينما والتليفزيون وعلى مستوى من الدراسة الفنية والوعى الحسى، ومن المعتاد أن يقوم طلبة المعهد بأعمال نقدية للمهرجانات الفنية.

## وصلات خارجية
صفحة أكاديمية الفنون على موقع وزارة الثقافة المصرية[وصلة مكسورة]